# Eric Christian Olsen
Eric Christian Olsen (Eugene (Oregon), 31 mei 1977) is een Amerikaans acteur en filmproducent. 
Olsen is vooral bekend van zijn rol als Marty Deeks in de televisieserie NCIS: Los Angeles waar hij in 301 afleveringen speelde (2010-2023).

## Biografie
Olsen werd geboren in Eugene (Oregon), en is van Noorse afkomst. Hij is de jongere broer van stuntman David Paul Olsen. Hij groeide op in Bettendorf, en doorliep daar de high school aan de Bettendorf Middle and High School. Tijdens de high school kreeg hij interesse in sport en Japans, en begon op te treden in lokale theaters. Na zijn high school ging hij studeren aan de Hope College in  Holland (Michigan), maar stopte al na een jaar met zijn studie voor zijn acteer carrière. 
Eric is in 2012 getrouwd en heeft hieruit een zoon en twee dochters.

## Filmografie

### Films
Uitgezonderd korte films.
- 2019 The Place of No Words - als Eric
- 2017 Sun Dogs - als Thad
- 2017 Battle of the Sexes - als Lornie Kuhle
- 2017 The Relationtrip - als Chippy
- 2015 Band of Robbers - als Sid Sawyer
- 2012 Celeste & Jesse Forever – als Tucker
- 2011 LEGO Hero Factory: Savage Planet – als William Furno (stem)
- 2011 The Thing – als Adam Finch
- 2010 The Back-up Plan – als Clive
- 2009 The Six Wives of Henry Lefay – als Lloyd
- 2009 Fired Up – als Nick Brady
- 2008 Eagle Eye – als Craig
- 2008 Sunshine Cleaning – als Randy
- 2007 The Hill – als Matt O'Brien
- 2007 The Comebacks – als buitenlandse uitwisselstudent
- 2007 License to Wed – als Carlisle
- 2007 Write & Wrong – als Jason Langdon
- 2006 The last Kiss – als Kenny
- 2006 Beerfest – als Gunter
- 2004 Mojave – als Josh
- 2004 Cellular – als Chad
- 2003 Dumb and Dumberer: When Harry Met Lloyd – als Lloyd Christmas
- 2002 The Hot Chick – als Jake
- 2002 Local Boys – als Randy Dobson
- 2001 Not Another Teen Movie – als Austin
- 2001 Pearl Harbor – als schutter
- 2001 Ruling Class – als Bill Olszewski
- 1999 Arthur's Quest –als Artie / koning Arthur
- 1998 Black Cat Run – als aanwezige benzinestation

### Televisieseries
Uitgezonderd eenmalige gastrollen.
- 2010-2023 NCIS: Los Angeles – als Marty Deeks – 301 afl.
- 2017 Ryan Hansen Solves Crimes on Television - als zichzelf - 2 afl.
- 2010-2012 Hero Factory – als William Furno – 7 afl.
- 2010 Neighbors from Hell – als Wayne – 3 afl.
- 2010-2011 Kick Buttowski: Suburban Daredevil – als Wade – 7 afl.
- 2009-2010 Community – als Vaughn – 4 afl.
- 2008-2009 Brothers & Sisters – als Kyle DeWitt – 6 afl.
- 2006-2007 The Loop – als Sully Sullivan – 17 afl.
- 2005 Tru Calling – als Jensen Ritchie – 5 afl.
- 1999-2002 Get Real – als Cameron Green – 22 afl.
- 1997 Beyond Belief: Fact or Fiction – als Adam Foster – 2 afl.

### Filmproducent
- 2024 Matlock  - televisieserie - 6 afl.
- 2020-2022 Woke - televisieserie - 16 afl.
- 2018 Andy Irons: Kissed by God - documentaire
- 2014 Bald - korte film

- Biblioteca Nacional de España: XX5357147
- Bibliothèque nationale de France: cb157435705 (data)
- International Standard Name Identifier: 0000 0001 1468 7497
- Library of Congress Control Number: no2005056712
- MusicBrainz: 1a28ff0c-68fe-4ae3-b7a8-d87aa6941169
- Nationale Bibliotheek van Polen: a0000002062673
- Virtual International Authority File: 20010850
- WorldCat: E39PBJf4bTv3BBhW6FtgBqqCwC